# Anthurium buchtienii
Anthurium buchtienii är en kallaväxtart som beskrevs av Kurt Krause. Anthurium buchtienii ingår i släktet Anthurium och familjen kallaväxter. Inga underarter finns listade.